# Fintan de Rheinau
Pour les articles homonymes, voir Fintan.
Ne doit pas être confondu avec saint Fintan de Taghmon.
Fintan ou Findan de Rheinau († 879), est un moine irlandais. Vénéré comme saint ou bienheureux, il est fêté le 15 novembre.

## Éléments biographiques
Fintan ou Findan est originaire du  Leinster en Irlande. Capturé par des Vikings il est emmené comme esclave dans les Orcades, il réussit à leur échapper et décide de se rendre en pèlerinage à Rome, puis il devient moine à l'Abbaye de Farfa en Italie,. Plus tard, il se joint à un groupe d'ermites sur une ile du Rhin à Rheinau, près de Schaffhouse en Suisse où il vit pendant 22 ans.

## Sources
- Alain Stéphane, Les prénoms celtiques, éditions Jean-Paul Gisserot, 1999  (ISBN 9782877473958) p. 61.

## Liens
- Notices dans des dictionnaires ou encyclopédies généralistes :   - Deutsche Biographie
  - Dictionary of Irish Biography
  - Dictionnaire historique de la Suisse
- Notices d'autorité :   - VIAF
  - GND